# Економічна ефективність
Економі́чна ефекти́вність — результативність економічної системи, виражена у співвідношенні корисних кінцевих результатів її функціонування до витрачених ресурсів.

## Основні напрями
Різновиди ефективності, що характеризує результативність діяльності економічних систем (підприємств, територій, національної економіки). Основною особливістю таких систем є вартісний характер засобів (видатків, витрат) досягнення цілей (результатів), а в деяких випадках і самих цілей (зокрема, одержання прибутку).
Ефективність визначається відношенням результату (ефекту) до витрат.
Економічна ефективність = результат/витрати
Економічна ефективність — досягнення найбільших результатів за найменших затрат живої та уречевленої праці.
Економічна ефективність є конкретною формою дії закону економії часу. За капіталістичного способу виробництва узагальнюючий показник економічної ефективності — норма прибутку. Для народних підприємств у розвинутих країнах Заходу основною метою стає максимізація не прибутку, а чистого доходу на одного зайнятого, що не виключає необхідності використання показника норми прибутку.
Конкретнішими показниками економічної ефективності є продуктивність і фондомісткість праці, фондовіддача і фондомісткість продукції, матеріаловіддача і матеріаломісткість продукції, економічна ефективність капітальних вкладень, нової техніки, енергомісткість продукції та ін.
Основні напрями зростання економічної ефективності в Україні: суттєве зниження енергомісткості (витрати енергії на одиницю продукції приблизно в 2,5-3 рази перевищують аналогічні витрати у розвинутих державах світу, нафти — у 8-10 разів), матеріаломісткості (витрати матеріалів та ресурсів в Україні на одиницю продукції в 2-2,5 рази перевищують аналогічні показники у країнах Заходу), зростання фондовіддачі тощо.